# Heterofilia

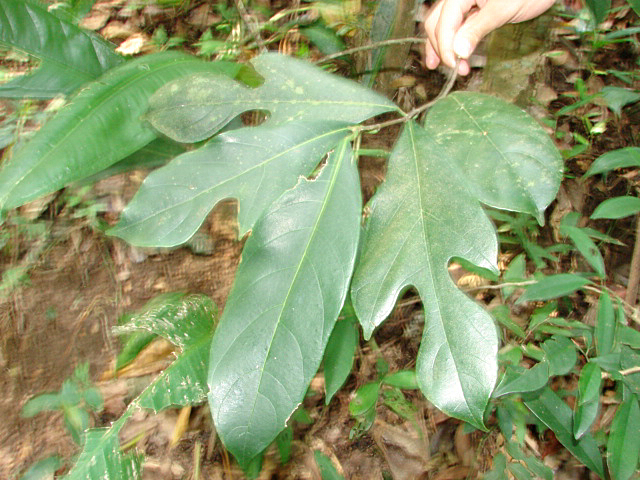
Heterofilia em Jaqueira (Artocarpus heterophyllus)

Heterofilia é uma nomenclatura foliar que determina o polimorfismo, presença de folhas com diferentes formatos no mesmo indivíduo como, por exemplo, o eucalipto.
Entre as plantas adultas pode haver uma distinção entre as configurações foliares, distinções essas que podem ser apresentadas no mesmo caule ou ramo, também há ocorrências de plantas com formações foliares diferentes no mesmo nível ou até mesmo no mesmo nó.
A característica da heterofilia pode ser um caráter ligado ao genótipo e, logo, hereditária, e insensível a influência do meio, como nas espécies que possuem a forma juvenil diversa da forma adulta, de que o Eucalyptus e o Populus euphratica são exemplos.
Em certas plantas, a heterofilia depende do meio, como se verifica nos seguintes exemplos clássicos:
- Ranúnculo-aquático (Ranunculus aquatilis), cujas folhas submersas são finamente laciniadas e as flutuantes de outra forma, frequentemente menos divididas.
- Cabomba (Cabomba aquatica) com folhas submersas geralmente verticiladas ou opostas, multipartidas e, as flutuantes, peltadas, orbiculares ou oblongo-elípticas.
- Sagitária (Sagittaria sp.), com três tipos distintos de folhas, submersas, flutuantes e aéreas.

A heterofilia em sentido mais amplo, abrange, também, a diversidade foliar que ocorre em muitas plantas superiores, como, por exemplo, as folhas escamiformes das gemas, as folhas situadas na parte inferior de alguns caules, as brácteas, as bractéolas e as folhas florais.